# Potheinos
Potheinos (altgriechisch Ποθεινός Potheinós; † 48 v. Chr.) war nach dem Tod des ägyptischen Königs Ptolemaios XII. (51 v. Chr.) der einflussreichste Minister von dessen minderjährigem Sohn Ptolemaios XIII.

## Regentschaft für Ptolemaios XIII.
Potheinos war Eunuch und Erzieher des Ptolemaios XIII. Laut dem Testament des Neos Dionysos sollten nach seinem Ableben seine Kinder, die berühmte Kleopatra VII. und ihr viel jüngerer Bruder Ptolemaios XIII., gemeinsam regieren. Die machthungrige Kleopatra machte sich allerdings anfangs zur faktischen Alleinherrscherin. Hinter Ptolemaios XIII. stand jedoch ein dreiköpfiger Regentschaftsrat: An der Spitze fungierte Potheinos; daneben war der General Achillas und der Lehrer Theodotos von Chios vertreten. Spätestens im Herbst 50 v. Chr. gelang es den Vormündern des Ptolemaios XIII., ihm den gebührenden Anteil an der Regierung zu verschaffen, wie aus ptolemäischen Urkundendatierungen ersichtlich ist. Potheinos konnte schließlich etwa im Herbst 49 v. Chr. Kleopatra VII. aus Alexandria vertreiben. Anfang 48 v. Chr. übernahm er auch das wichtige Ministeramt des Dioiketes.
Bald nachdem Gnaeus Pompeius Magnus die Schlacht von Pharsalos gegen Gaius Iulius Caesar am 7. Juni 48 v. Chr. (nach dem julianischen Kalender) verloren hatte, erschien er flüchtend an Ägyptens Küste und bat als Verbündeter der Ptolemäer um Aufnahme. Der Regentschaftsrat unter Vorsitz des Potheinos beriet das weitere Vorgehen. Dabei folgte der Eunuch dem Vorschlag des Theodotos, Pompeius zu ermorden. Diese Tat wurde unter Leitung des Achillas ausgeführt.

## Machtkampf mit Caesar und Tod
Als zwei Tage danach (am 27. Juli 48 v. Chr. julianisch) Caesar in Alexandria landete, zog er sich durch seine herrischen Anmaßungen und durch die Forderung von Zahlung beträchtlicher Geldsummen, die ihm Ptolemaios XII. noch geschuldet haben sollte, den Unmut der ohnehin antirömisch gesinnten Alexandriner zu. Außerdem bestand Caesar darauf, den Thronstreit der königlichen Geschwister als Vollstrecker des Testaments des Ptolemaios XII. zu schlichten. Potheinos lehnte Caesars Verlangen ab. Kleopatra gelang es trotz der Absperrungen, nach Alexandria zu gelangen und sich in den Palast Caesars einschmuggeln zu lassen. Der große Eroberer war von ihr betört und entschied zu ihren Gunsten, dass sie wieder Mitregentin ihres Bruders werden sollte, wie es auch das Testament des Neos Dionysos verlangte. Er brachte zumindest äußerlich eine Versöhnung des Königspaars zustande.
Aber Caesars und Kleopatras eigentlicher Hauptgegner Potheinos hintertrieb die Friedenspolitik. Mit Caesars Unterstützung war natürlich seine Geliebte zum dominierenden Machtfaktor geworden und schien Potheinos’ Einfluss dramatisch zu schmälern. Außerdem war Kleopatra nach der Tradition ihrer Dynastie durchaus Grausamkeiten nicht abgeneigt. Daher hetzte der Eunuch, obwohl er sich im Palast und damit im unmittelbaren Machtbereich Caesars aufhielt, die Ägypter weiter auf und gab heimlich Achillas den Befehl, mit seinem 20.000 Mann starken Heer von Pelusion, wo es den Truppen der Kleopatra gegenüberstand, nach Alexandria zu marschieren, um die viel schwächere Armee Caesars zu vernichten. Als der Alexandrinische Krieg begann, verschanzte sich Caesar im Palastviertel und hielt die königliche Familie und Potheinos praktisch als Geisel. Dennoch hielt Potheinos weiterhin mit Achillas heimlich Kontakt. Doch die Boten wurden ergriffen und lieferten Caesar den willkommenen Grund für die Exekution des Potheinos.

## Beurteilung
Da heute nur römische Quellen über die hier besprochenen Ereignisse vorhanden sind, die eine dementsprechende Färbung aufweisen, ist die Beurteilung des Potheinos in diesen Quellen äußerst negativ. Besonders die heimtückische und feindliche Vorgangsweise gegen die beiden großen Römer Pompeius und Caesar wurde kritisiert. Aus einer heutigen neutraleren Sichtweise muss man aber bedenken, dass Potheinos vor allem die Interessen seines Landes Ägypten gegenüber den Römern entschieden zu verteidigen suchte. Vor allem wollte er durch die Ermordung des Pompeius verhindern, dass Ägypten in den internen römischen Machtkampf hineingezogen würde.